# Pierre Grandet
Pierre Grandet (* 1954/1956) je francouzský egyptolog. Studoval egyptologii na pařížské Sorbonně, kde později i vyučoval. Je autorem knihy L'Égypte ancienne. Pravidelně přispívá do časopisu L'Histoire; mezi jeho nejvýznamnější studie patří práce o Ramessovi III. L'Égypte des grands Pharaons - Ramsès III či studie Cours d'égyptien hiéroglyphique, jíž je spoluautorem.